# Jack Markell
Jack Alan Markell (født 26. november 1960) er en amerikansk politiker fra det Demokratiske parti. Han var den 73. guvernør i den amerikanske delsat Delaware fra 2009 til 2017. Han var Delawares finansminister (Delaware State Treasurer) fra 1999 til 2009. Markell tiltrådte som guvernør 20. januar 2009 hvor han afløste Ruth Ann Minner. Han besejrede republikaneren Bill Lee ved guvernørvalget i Delaware i efteråret 2008.
Markell studerede nationaløkonomi og u-landskundskab på Brown University. Han afsluttede og bestod en MBA på University of Chicago.
Han er gift og har 2 børn.